# 7mm Shooting Times Westerner
El 7mm Shooting Times Westerner, también conocido como el 7mm STW  fue desarrollado por Layne Simpson como cartucho propio en 1979. El diseño se basa en el casquillo del 8 mm Remington Magnum cuyo cuello ha sido ajustado para alojar una bala de 7mm (.284 pulgadas). El 7mm STW lleva el nombre de la revista Shooting Times,  donde Layne Simpson escribe de manera regular.

## Antecedentes
El 7mm STW se volvió un cartucho comercial cuándo fue reconocido oficialmente por SAAMI en 1996.
Remington Arms fue la primera compañía en producir munición para el 7mm STW en 1997, seguida por Federal, A-Square y Speer. Algunas compañías productoras de rifles deportivos de EE. UU. ofrecen o han ofrecido algún modelo recamarado para este cartucho, el cual tiene la reputación de ser óptimo para cazar wapiti a largas distancias.

## Performance y uso deportivo
El 7mm STW requiere de un mecanismo de longitud de magnum largo, al igual que otros belted magnum como,el .300 Weatherby Magnum y el 8 mm Remington Magnum, lo que significa un aumento en el peso y costo de producción de un rifle recamarado para este tipo de cartucho, pero también una gran capacidad de pólvora que resulta en una velocidad y una trayectoria bastante plana, posicionándolo como un excelente cartucho para la caza de animales grandes a largas distancias.  
A expensas de una erosión prematura de los cañones con respecto a otros calibres, el 7mm STW logra altas velocidades y trayectorias muy planas. Con un proyectil de 150 granos supera los 3300 pies/segundo, superando al .7mm Remington Magnum, pero a costas de mayor retroceso y peso del rifle. Con un proyectil de 175 granos, logra una velocidad inicial comparable a la del .300 Winchester Magnum con un proyectil de 180 granos, de menor coeficiente balístico.